# Sıla (Album)
Sıla ist das Debütalbum der gleichnamigen türkischen Popsängerin Sıla Gençoğlu, das durch Sony BMG am 23. Oktober 2007 in der Türkei veröffentlicht wurde. Das Album besteht aus 14 Tracks und einem offiziellen Remix. Die 1. Single des selbstbetitelten Albums ist ... Dan Sonra, die in den türkischen Charts den 1. Platz erreichte und blieb 12 Wochen lang an der Spitze. In den europäischen Charts erreichte sie den 79. Platz. Der Regisseur des Videos war Murad Küçük und das wilde Video half dem Erfolg des Liedes.
Nach dem großen Erfolg der ersten Single des Debütalbums, wählte sie Kenar Süsü als die 2. Single. Wieder war der Regisseur Murad Küçük und das Lied erreichte schnell den 2. Platz in den offiziellen türkischen Charts. Im zweiten Video war Sıla ganz in weiß gekleidet, die einen Engel widerspiegelte. Der Text des Liedes erzählt über die Einsamkeit und die dunklen Seiten einer langfristigen Beziehung.

## Titelliste
1. Kenar Süsü – 4:12
2. Cebren Ve Hile İle – 3:19
3. Malum – 4:58
4. Uşak Makamı – 4:17
5. Bıktım – 3:37
6. ... Dan Sonra (mit Kenan Doğulu) – 3:39
7. Ne Desem İnanırsın – 3:55
8. Egeli Lodos – 3:35
9. Dön Demeyi Unuttum – 3:59
10. Köşe Yastığı – 5:14
11. Özledim Onu – 4:03
12. Rus Ruleti – 4:06
13. Korkma – 4:38
14. Sıla – 3:06
15. Kenar Süsü (Remix) – 4:21

## Chartplatzierungen

### Singles
| Jahr | Titel Album        | Höchstplatzierung, Gesamtwochen, AuszeichnungChartsChartplatzierungen (Jahr, Titel, Album, Platzierungen, Wochen, Auszeichnungen, Anmerkungen) | Anmerkungen                                                 |
| Jahr | Titel Album        | TR | Anmerkungen                                                 |
| ---- | ------------------ | --- | ----------------------------------------------------------- |
| 2007 | …Dan Sonra         | TR1 (… Wo.)TR | Erstveröffentlichung: 20. September 2007 feat. Kenan Doğulu |
| 2008 | Ne Desem İnanırsın | TR32 (… Wo.)TR | Erstveröffentlichung: 4. März 2008                          |
| 2008 | Kenar Süsü         | TR2 (… Wo.)TR | Erstveröffentlichung: 6. März 2008                          |
| 2008 | Dön Demeyi Unuttum | TR15 (… Wo.)TR | Erstveröffentlichung: 28. Juli 2008                         |

## Produktion

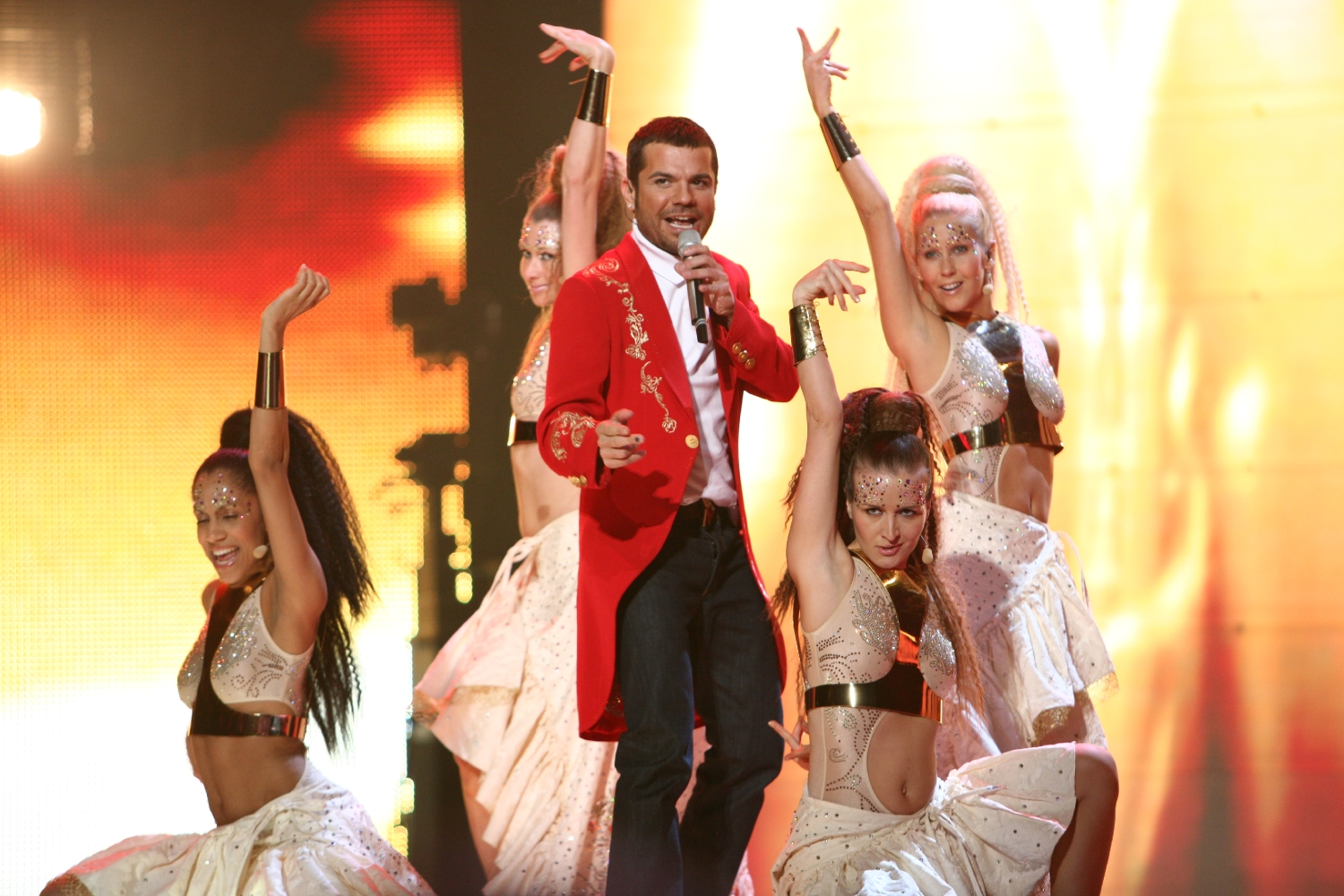
Kenan Doğulu im Finale des Eurovision Song Contest 2007

Der Produzent des Albums ist Ozan Doğulu. Außerdem haben Kenan Doğulu, Sezen Aksu, Yalın, Mustafa Ceceli, Efe Bahadır und Murat Yeter Songtexte beigetragen.

## Gastbeiträge
Das Album ist nahezu ein Soloalbum, es enthält nur einen Gastbeitrag. So wirkt der bekannte türkische Pop-Sänger Kenan Doğulu bei dem Lied ... Dan Sonra mit, der die Türkei im Eurovision Song Contest 2007 vertreten hat und den 4. Platz erreichte. Sıla war 7 Jahre lang Backgroundsänger für Kenan Doğulu, so unterstützte er sie in ihrem Video auch. Das Lied brachte ihr im Jahr 2008 den ersten Preis bei Powertürk Müzik Ödülleri als "Der Beste Neue Künstler".